# طواف إيطاليا 1963
طواف إيطاليا 1963 هو سباق دراجات هوائية أقيم في إيطاليا بتاريخ 19 مايو - 9 يونيو، تكون السباق من 21 مرحلة وامتدّ لمسافة 4063 كم بسرعة 34.774 كم/س، استغرق السباق 116 ساعة 50 دقيقة 16 ثانية. فاز به الإيطالي فرانكو بالماميون.